# تو را باور دارم (ترانه ۱۹۹۹)
« تو را باور دارم» تک‌آهنگی از هنرمند اهل کانادا سلین دیون است که در ۵ ژوئیه ۱۹۹۹ منتشر شد.